# Эндемичные виды птиц Австралии

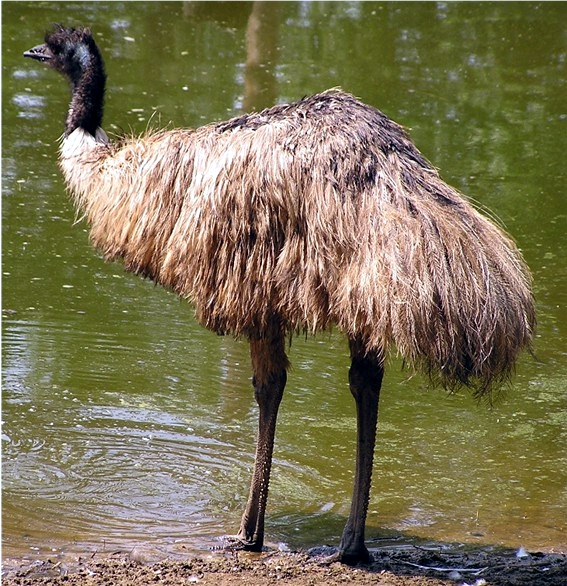
Эму - эндемик Австралии и крупнейшая птица материка (её вес достигает 50 кг)

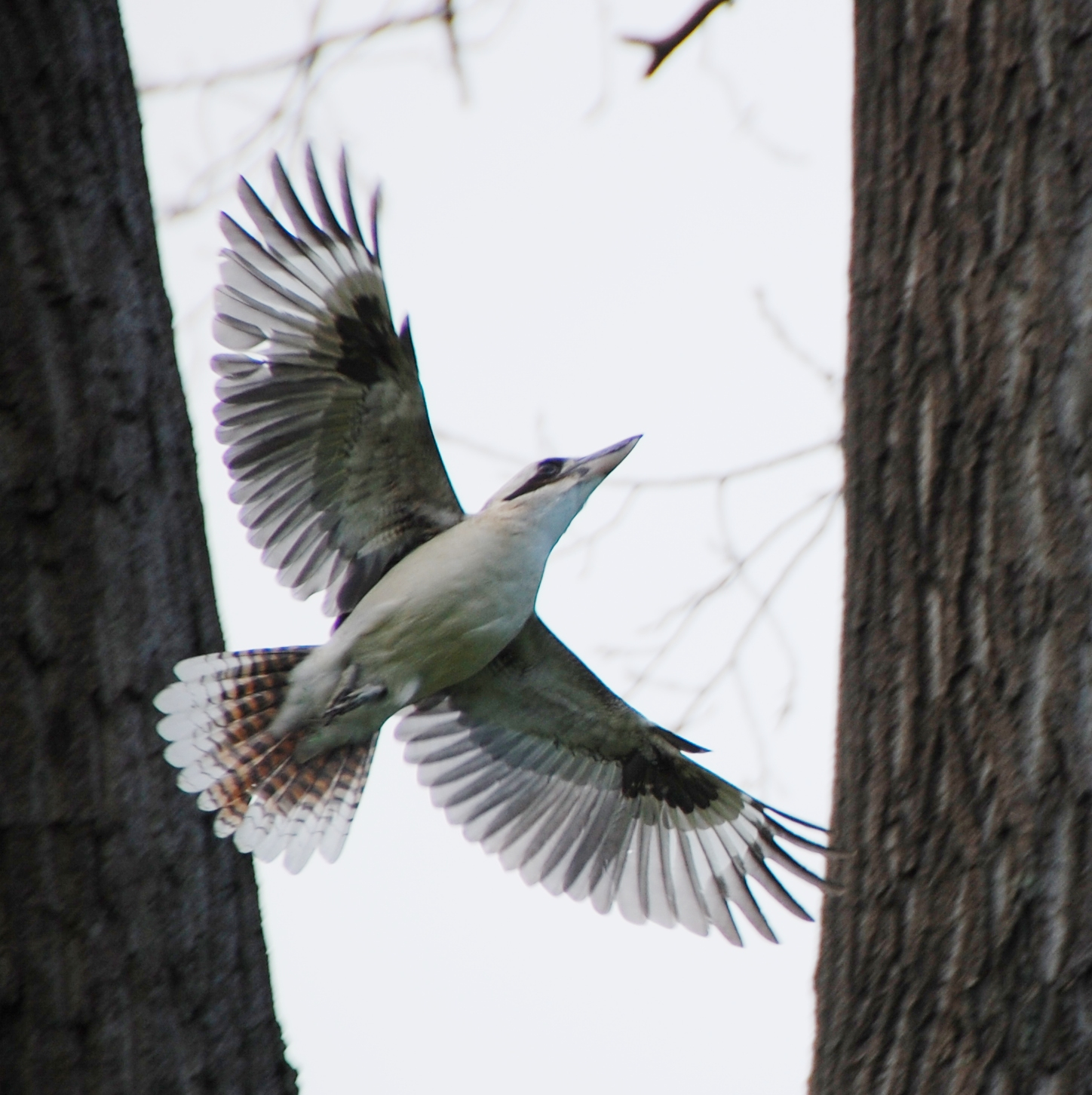
Смеющаяся кукабара, или зимородок-великан. Кукабара по имени Олли (Olly) была одним из талисманов Летних Олимпийский Игр 2000 г. в Сиднее.

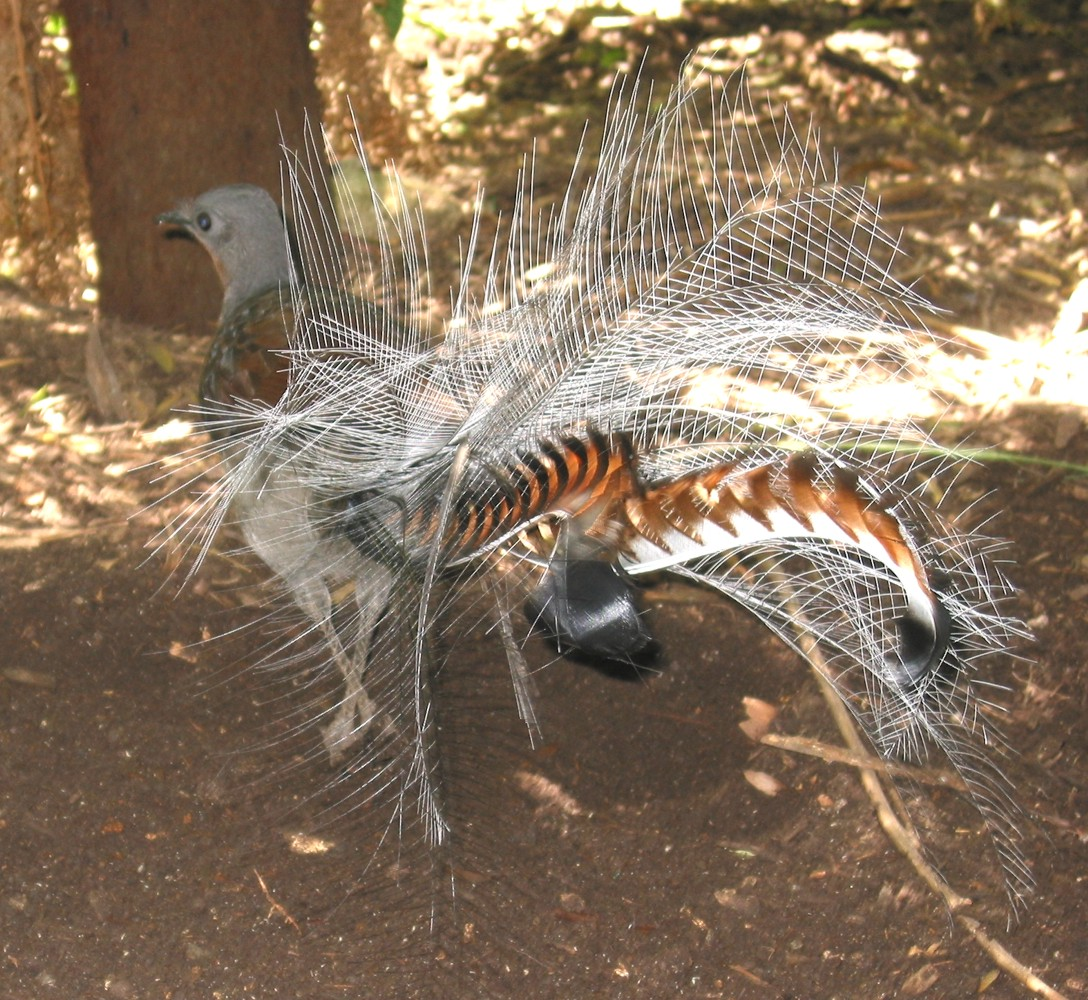
Лирохвосты, или птицы-лиры

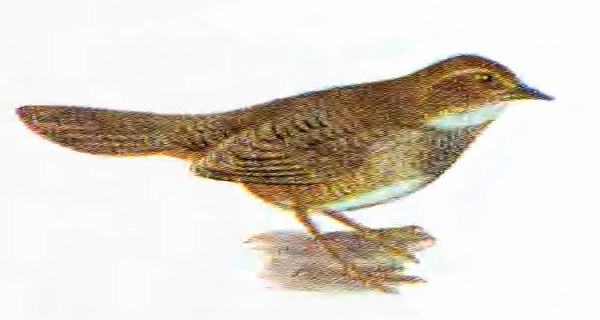
Крикливая кустарниковая птица

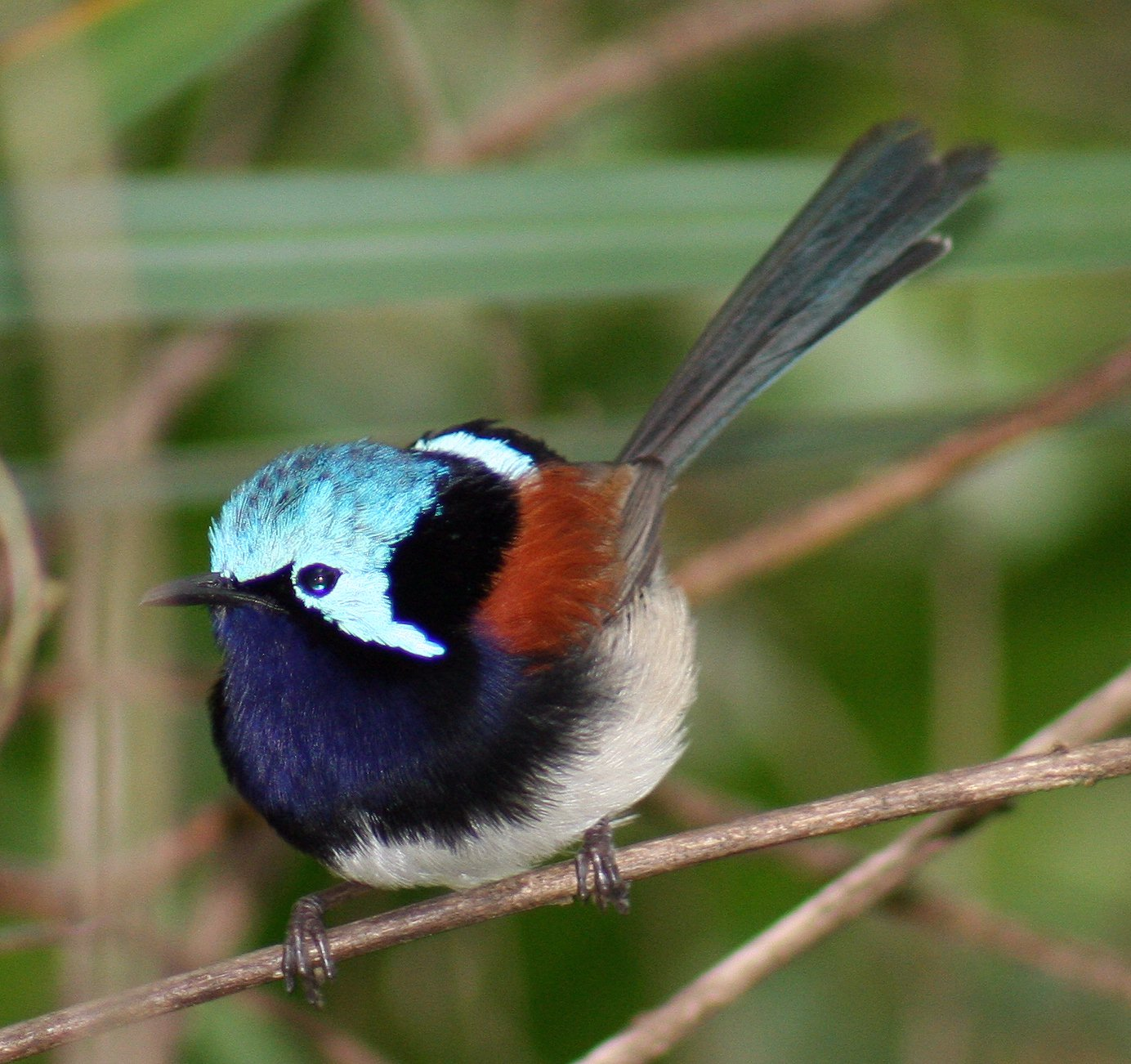
Краснокрылый малюр

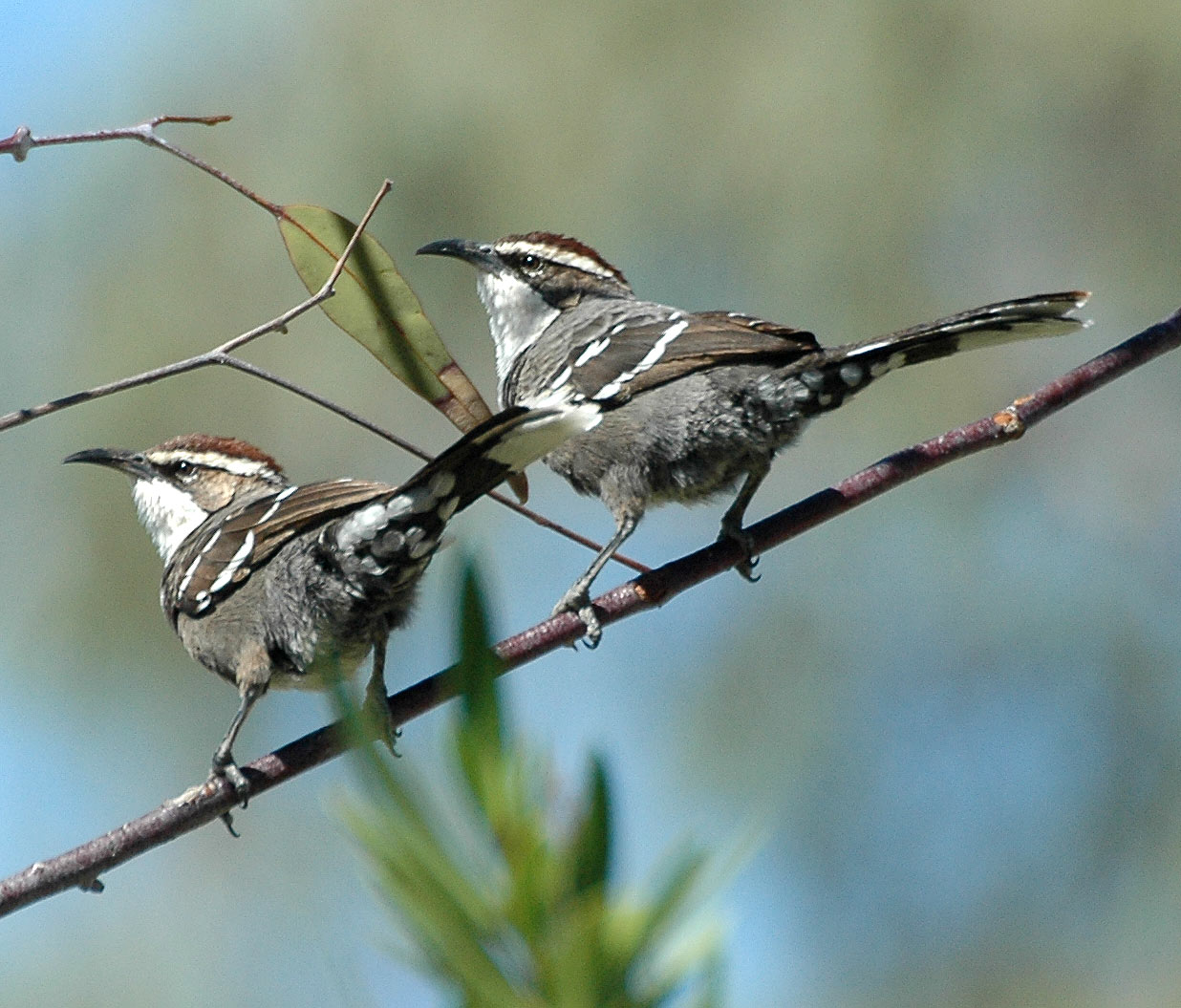
Шилоклювые тимелии

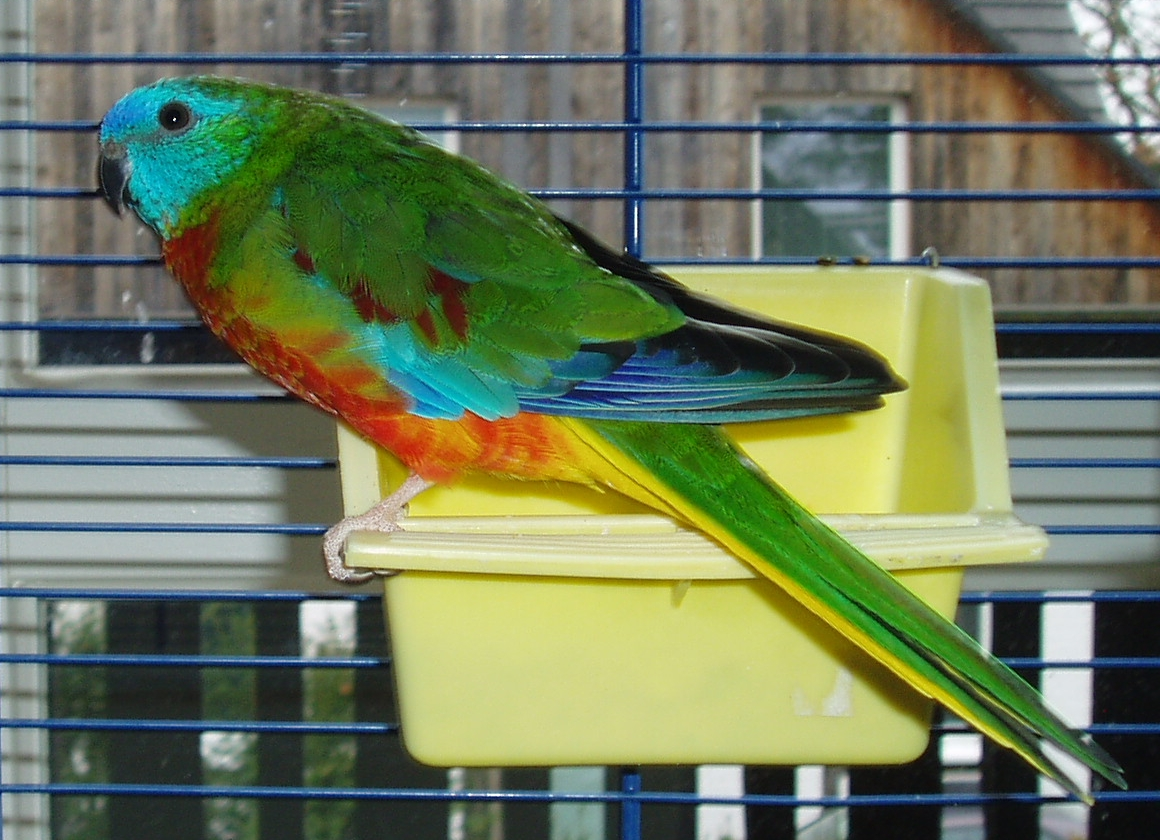
Златобрюхий травяной попугайчик

Эндемичные виды птиц Австралии. Около 40% видов орнитофауны Австралии (без учёта интродуцированных и морских разновидностей) являются эндемиками этой части света и нигде более не встречаются.
По степени эндемизма на уровне семейств Австралия уступает только Южной Америке.

## Эндемичные зоны
Организация «BirdLife International» выделяет 7 зон эндемизма птиц (Endemic Bird Areas) в этом регионе:
- 181 — Кейп-Йорк (полуостров)
- 182 — влажные тропики Квинсленда
- 183 — Восточная Австралия
- 184 — Юго-восточная Австралия
- 185 — Тасмания
- 186 — Юго-западная Австралия
- 187 — Северо-западная Австралия

## Эндемичные семейства
- Семейство Dromaiidae — Эму — Австралия и Тасмания
- Семейство Menuridae — Лирохвосты или птицы-лиры — Австралия
- Семейство Pedionomidae — Австралийские странники (1 вид, отряд Ржанкообразные)
- Семейство Atrichornithidae — Кустарниковые птицы
- Семейство Pardalotidae — Пардалотидовые
- Семейство Corcoracidae — Снегирёвые сойки

Частично к этому списку можно отнести:
- Семейство Pomatostomidae — Шилоклювые тимелии — Австралия (4 вида) и Новая Гвинея (1 вид)
- Семейство Maluridae — Малюровые — Австралия (22 из 27 видов), Новая Гвинея, Индонезия
- Семейство Climacteridae — Ложнопищуховые — Австралия (6 из 7 видов)
- Подсемейство Cracticidae — Флейтовые птицы — Австралия (6 из 12 видов)

## Список видов
Из 853 видов птиц (+около 30 интродуцированных видов), обнаруженных в Австралии, 331 вид являются эндемиками материка.

### Эндемики полуострова Кейп-Йорк
- Turnix olivii
- Psephotus chrysopterygius, Златоплечий певчий попугай
- Trichodere cockerelli

### Эндемики влажных тропиков Квинсленда
- Tyto multipunctata, Малая чёрная сипуха
- Orthonyx spaldingii
- Oreoscopus gutturalis, Птица-могильщик
- Sericornis keri
- Acanthiza katherina
- Heteromyias cinereifrons? - подвид  Heteromyias albispecularis
- Arses kaupi
- Colluricincla boweri
- Lichenostomus frenatus
- Xanthotis macleayanus
- Ailuroedus dentirostris
- Prionodura newtoniana
- Ptiloris victoriae, Щитоносная райская птица Виктории

### Эндемики восточной Австралии
- Turnix melanogaster
- Menura alberti
- Atrichornis rufescens
- Dasyornis brachypterus
- Pycnoptilus floccosus, Птица-попутчик
- Origma solitaria
- Ailuroedus crassirostris
- Sericulus chrysocephalus
- Ptiloris paradiseus, Щитоносная райская птица

### Эндемики Тасмании
- Gallinula mortierii
- Platycercus caledonicus, Зелёная розелла
- Neophema chrysogaster, Златобрюхий травяной попугайчик
- Lathamus discolor, Ласточковый лори
- Sericornis humilis
- Acanthornis magna
- Acanthiza ewingii,
- Melanodryas vittata,
- Pardalotus quadragintus,
- Lichenostomus flavicollis,
- Melithreptus lunatus
- Melithreptus affinis
- Melithreptus validirostris
- Anthochaera paradoxa
- Strepera fuliginosa

### Эндемики юго-западной Австралии

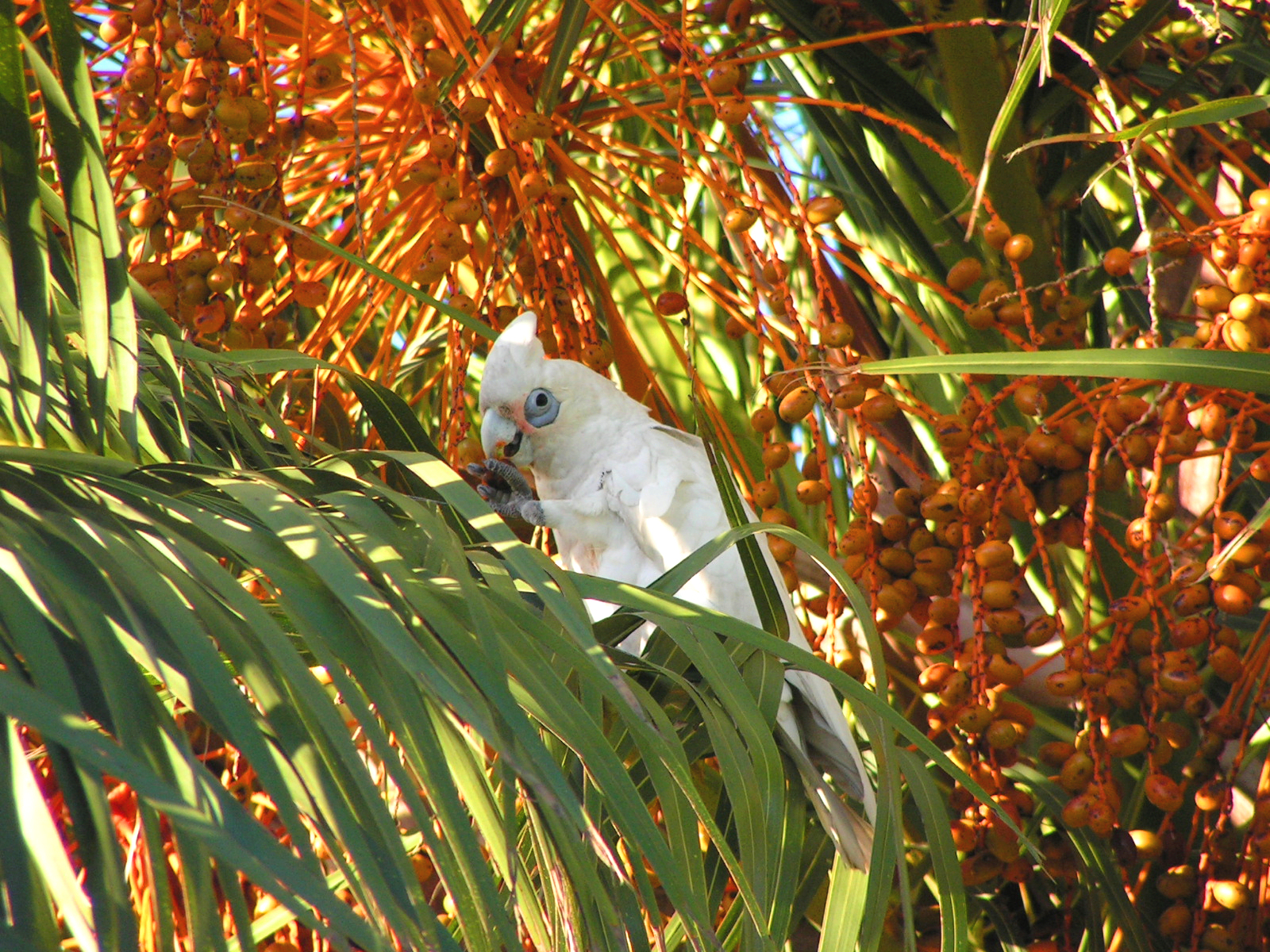
Тонкоклювый какаду

- Calyptorhynchus baudinii, Белоухий траурный какаду
- Atrichornis clamosus
- Purpureicephalus spurius
- Stagonopleura oculata,
- Malurus elegans,
- Calyptorhynchus latirostris
- Dasyornis longirostris
- Cacatua pastinator, Тонкоклювый какаду
- Platycercus icterotis
- Falcunculus leucogaster, (или подвид  Falcunculus frontatus)
- Acanthorhynchus superciliosus
- Acanthiza inornata
- Anthochaera lunulata
- Eopsaltria georgiana

### Эндемики северо-западной Австралии
- Ptilinopus alligator
- Amytornis housei

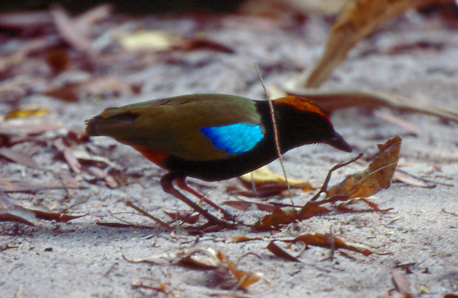
Радужная питта

- Pachycephala griseiceps?- подвид Pachycephala simplex
- Psephotus dissimilis, Капюшонный певчий попугай
- Turnix castanotus
- Petrophassa rufipennis
- Geophaps smithii
- Pitta iris, Радужная питта
- Meliphaga albilineata
- Petrophassa albipennis
- Amytornis woodwardi
- Lonchura flaviprymna

### Другие эндемики Австралии

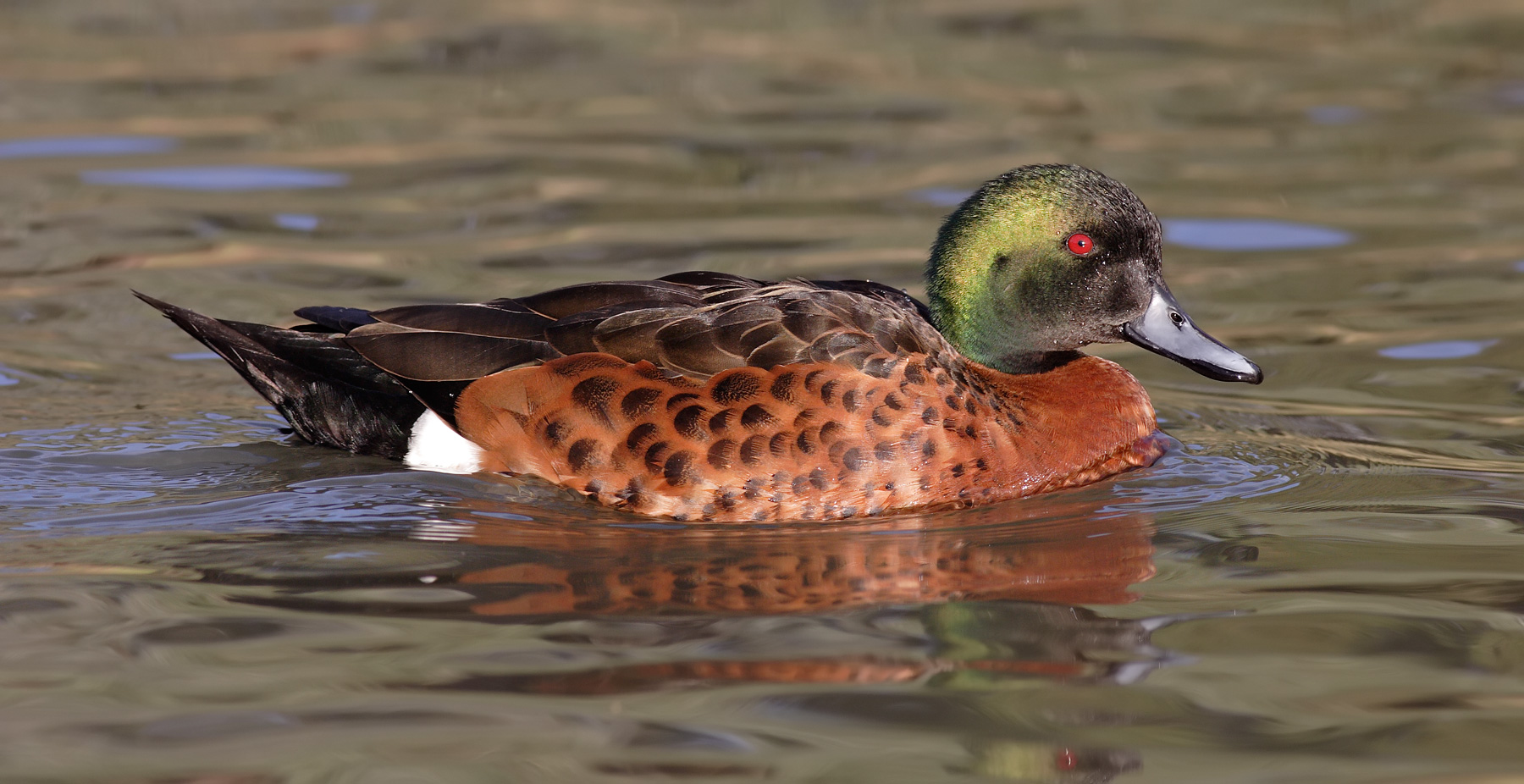
Каштановый чирок

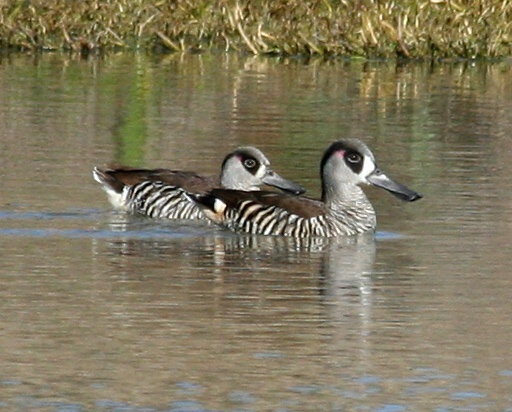
Розовоухие утки

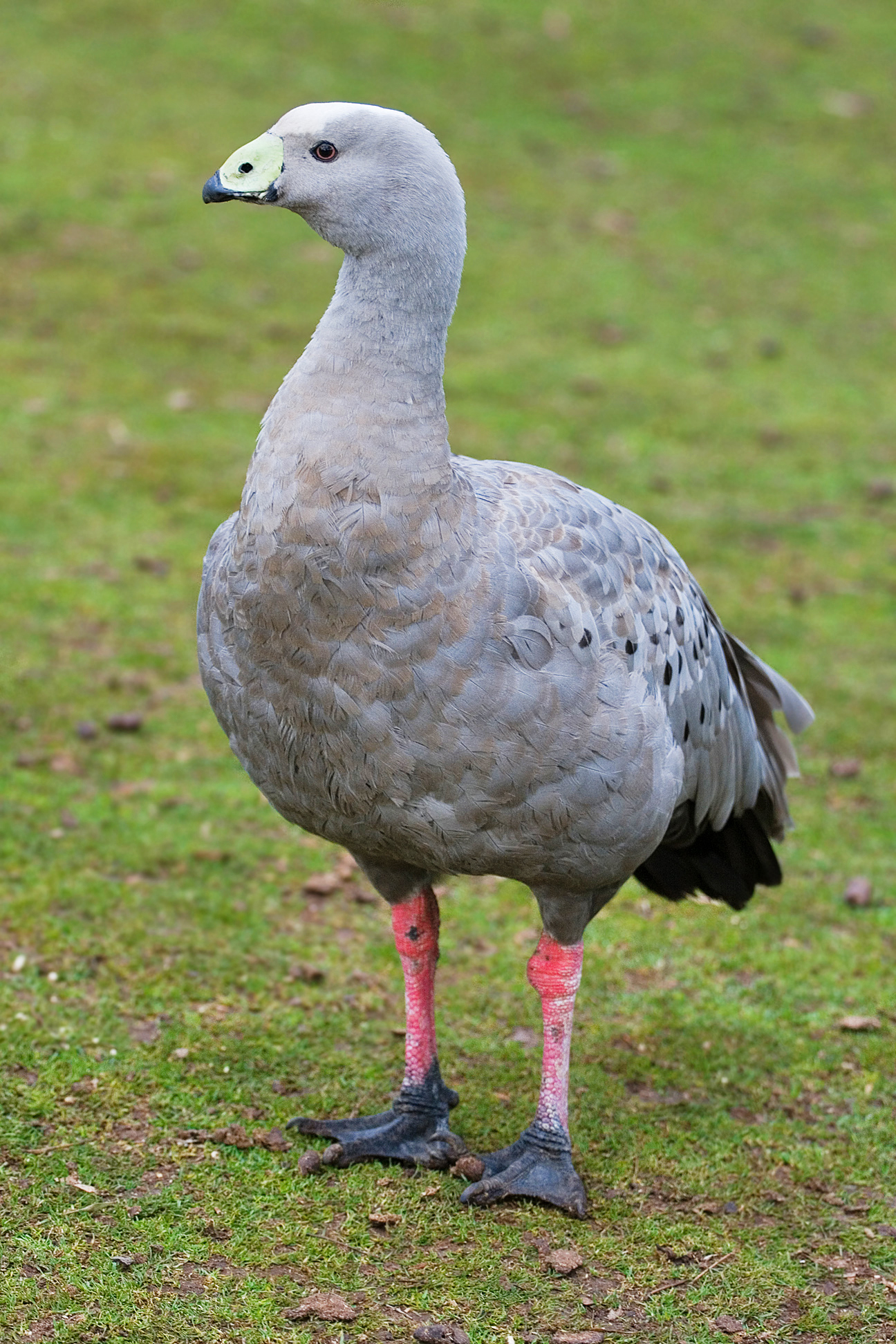
Куриный гусь

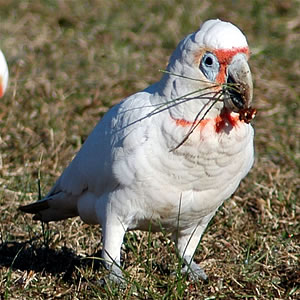
Носатый какаду

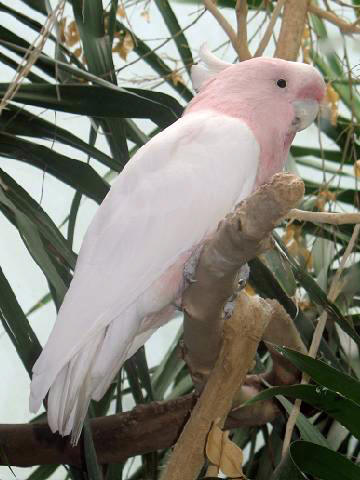
Какаду-инка

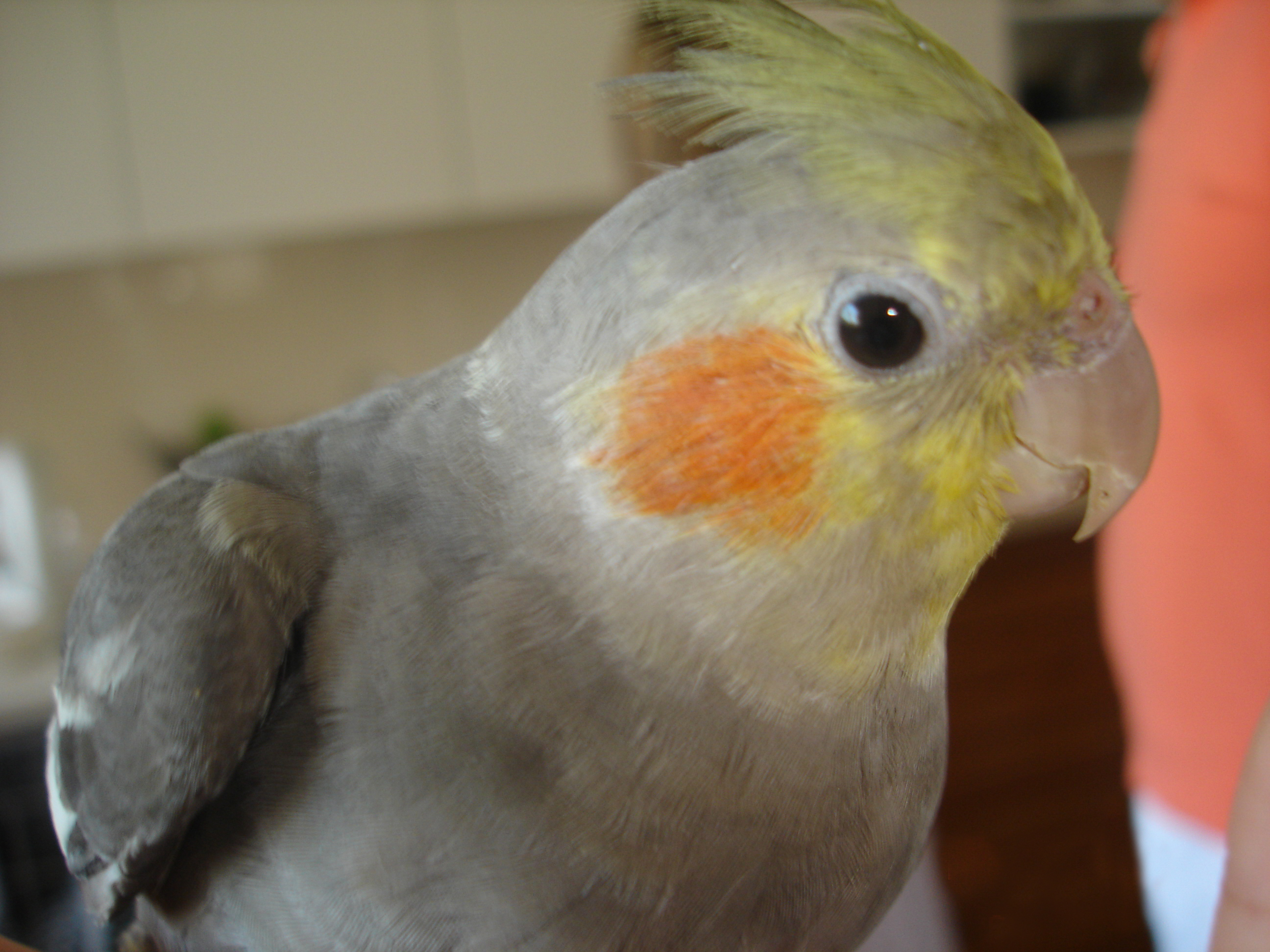
Корелла-нимфа

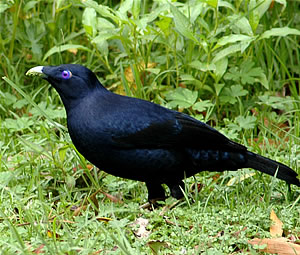
Атласный шалашник

Эндемики, которые не вошли в предыдущие списки
- Dromaius novaehollandiae, Эму
- Rostratula australis
- Menura novaehollandiae
- Amytornis dorotheae
- Dendrocygna eytoni, Розовоногая свистящая утка
- Cereopsis novaehollandiae, Куриный гусь
- Stictonetta naevosa, Крапчатая утка
- Tadorna tadornoides
- Chenonetta jubata, Гривистые утки
- Anas castanea, Каштановый чирок
- Malacorhynchus membranaceus, Розовоухие утки
- Oxyura australis,
- Biziura lobata,
- Alectura lathami,
- Leipoa ocellata,
- Coturnix pectoralis,
- Phalacrocorax fuscescens,
- Phalacrocorax purpurascens,
- Platalea flavipes,
- Lophoictinia isura,
- Hamirostra melanosternon,
- Elanus axillaris,
- Elanus scriptus,
- Erythrotriorchis radiatus,
- Falco hypoleucos,
- Falco subniger,
- Turnix pyrrhothorax,
- Turnix velox,
- Gallirallus sylvestris,
- Porzana fluminea,
- Gallinula ventralis,
- Vanellus tricolor,
- Erythrogonys cinctus,
- Thinornis cucullatus,
- Peltohyas australis,
- Cladorhynchus leucocephalus,
- Recurvirostra novaehollandiae,
- Glareola maldivarum,
- Pedionomus torquatus,
- Larus pacificus,
- Columba leucomela,
- Macropygia phasianella,
- Phaps chalcoptera,
- Phaps elegans,
- Phaps histrionica,
- Geophaps lophotes,
- Geophaps plumifera,
- Geophaps scripta,
- Leucosarcia melanoleuca,
- Geopelia cuneata,
- Ducula whartoni,
- Lopholaimus antarcticus,
- Calyptorhynchus banksii, Траурный какаду Бэнкса
- Calyptorhynchus lathami,
- Calyptorhynchus funereus,
- Callocephalon fimbriatum,
- Cacatua tenuirostris, Носатый какаду
- Cacatua leadbeateri, Какаду-инка
- Nymphicus hollandicus, Корелла-нимфа
- Trichoglossus chlorolepidotus,
- Psitteuteles versicolor,
- Glossopsitta concinna,
- Glossopsitta pusilla,
- Glossopsitta porphyrocephala,
- Cyanoramphus cookii,
- Barnardius zonarius,
- Barnardius barnardi,
- Platycercus elegans,
- Platycercus flaveolus,
- Platycercus adelaidae,
- Platycercus venustus,
- Platycercus eximius,
- Platycercus adscitus,
- Platycercus icterotis,
- Psephotus haematonotus,
- Psephotus varius,
- Northiella haematogaster,
- Neophema bourkii,
- Neophema chrysostoma,
- Neophema elegans,
- Neophema petrophila,
- Neophema pulchella,
- Neophema splendida,
- Melopsittacus undulatus,
- Pezoporus wallicus,
- Geopsittacus occidentalis,
- Alisterus scapularis,
- Polytelis swainsonii,
- Polytelis anthopeplus,
- Polytelis alexandrae,
- Ninox strenua,
- Ninox natalis,
- Podargus strigoides,
- Aerodramus terraereginae,
- Dacelo novaeguineae, Смеющаяся кукабара или зимородок-великан
- Todiramphus pyrrhopygius,
- Myzomela sanguinolenta,
- Certhionyx pectoralis,
- Certhionyx niger,
- Certhionyx variegatus,
- Meliphaga lewinii,
- Lichenostomus hindwoodi,
- Lichenostomus chrysops,
- Lichenostomus fasciogularis,
- Lichenostomus virescens,
- Lichenostomus flavus,
- Lichenostomus unicolor,
- Lichenostomus leucotis,
- Lichenostomus melanops,
- Lichenostomus cratitius,
- Lichenostomus keartlandi,
- Lichenostomus fuscus,
- Lichenostomus plumulus,
- Lichenostomus ornatus,
- Lichenostomus penicillatus,
- Melithreptus gularis,
- Melithreptus brevirostris,
- Philemon argenticeps,
- Phylidonyris pyrrhopterus,
- Phylidonyris novaehollandiae,
- Phylidonyris niger,
- Phylidonyris albifrons,
- Phylidonyris melanops,
- Ramsayornis fasciatus,
- Plectorhyncha lanceolata,
- Conopophila rufogularis,
- Conopophila whitei,
- Grantiella picta,
- Xanthomyza phrygia,
- Acanthorhynchus tenuirostris,
- Manorina melanophrys,
- Manorina melanocephala,
- Manorina flavigula,
- Manorina melanotis,
- Acanthagenys rufogularis,
- Anthochaera carunculata,
- Anthochaera chrysoptera,
- Coracina maxima,
- Corvus bennetti,
- Corvus coronoides,
- Corvus mellori,
- Corvus tasmanicus,
- Monarcha leucotis,
- Arses lorealis,
- Myiagra inquieta,
- Cheramoeca leucosterna,
- Cincloramphus cruralis,
- Cincloramphus mathewsi,
- Eremiornis carteri,
- Zoothera heinei,
- Petroica goodenovii,
- Petroica phoenicea,
- Petroica rosea,
- Petroica rodinogaster,
- Melanodryas cucullata,
- Eopsaltria australis,
- Eopsaltria griseogularis,
- Poecilodryas superciliosa,
- Drymodes brunneopygia,
- Falcunculus frontatus,
- Oreoica gutturalis,
- Pachycephala olivacea,
- Pachycephala rufogularis,
- Pachycephala inornata,
- Pachycephala simplex,
- Pachycephala lanioides,
- Colluricincla woodwardi,
- Zosterops natalis,
- Zosterops luteus,
- Zosterops tephropleurus,
- Zosterops tenuirostris,
- Zosterops albogularis,
- Pomatostomus superciliosus,
- Pomatostomus halli,
- Pomatostomus ruficeps,
- Psophodes olivaceus,
- Psophodes nigrogularis,
- Psophodes occidentalis,
- Psophodes cristatus,
- Cinclosoma punctatum,
- Cinclosoma castanotum,
- Cinclosoma castaneothorax,
- Cinclosoma cinnamomeum,
- Malurus melanocephalus,
- Malurus leucopterus,
- Malurus cyaneus,
- Malurus splendens,
- Malurus lamberti,
- Malurus pulcherrimus,
- Malurus coronatus,
- Stipiturus malachurus,
- Stipiturus ruficeps,
- Stipiturus mallee,
- Amytornis textilis,
- Amytornis purnelli,
- Amytornis ballarae,
- Amytornis striatus,
- Amytornis merrotsyi,
- Amytornis barbatus,
- Amytornis goyderi,
- Dasyornis broadbenti,
- Sericornis citreogularis,
- Sericornis frontalis,
- Sericornis beccarii,
- Sericornis magnirostra,
- Pyrrholaemus brunneus,
- Pyrrholaemus sagittatus,
- Calamanthus campestris,
- Calamanthus fuliginosus,
- Hylacola pyrrhopygia,
- Hylacola cauta,
- Acanthiza reguloides,
- Acanthiza iredalei,
- Acanthiza pusilla,
- Acanthiza apicalis,
- Acanthiza chrysorrhoa,
- Acanthiza uropygialis,
- Acanthiza robustirostris,
- Acanthiza nana,
- Acanthiza lineata,
- Smicrornis brevirostris,
- Gerygone tenebrosa,
- Gerygone mouki,
- Gerygone fusca,
- Gerygone modesta,
- Aphelocephala leucopsis,
- Aphelocephala pectoralis,
- Aphelocephala nigricincta,
- Epthianura tricolor,
- Epthianura aurifrons,
- Epthianura crocea,
- Epthianura albifrons,
- Ashbyia lovensis,
- Cormobates leucophaea,
- Climacteris affinis,
- Climacteris erythrops,
- Climacteris picumnus,
- Climacteris melanurus,
- Climacteris rufus,
- Pardalotus punctatus,
- Pardalotus rubricatus,
- Pardalotus striatus,
- Corcorax melanorhamphos,
- Struthidea cinerea,
- Artamus personatus,
- Artamus superciliosus,
- Artamus cyanopterus,
- Artamus minor,
- Cracticus torquatus,
- Cracticus argenteus,
- Cracticus nigrogularis,
- Strepera graculina,
- Strepera versicolor,
- Ptilonorhynchus violaceus, Атласный шалашник
- Chlamydera guttata
- Chlamydera maculata
- Chlamydera nuchalis
- Emblema pictum
- Stagonopleura bella
- Stagonopleura guttata
- Neochmia temporalis
- Neochmia ruficauda
- Neochmia modesta
- Taeniopygia castanotis
- Taeniopygia bichenovii
- Poephila personata
- Poephila acuticauda
- Poephila cincta
- Chloebia gouldiae
- Heteromunia pectoralis

## Вымершие эндемики

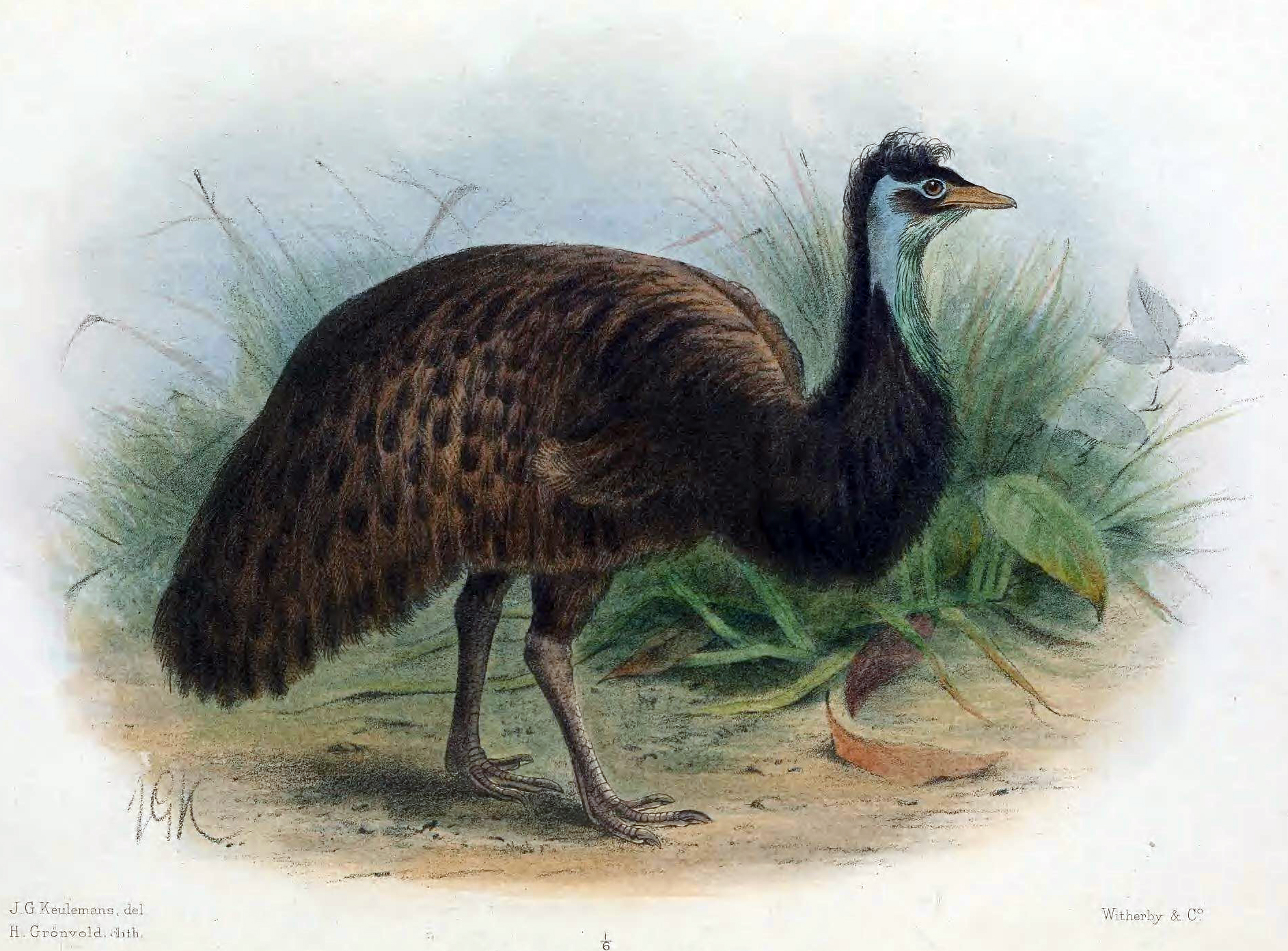
Чёрный эму

- Dromaius ater, Чёрный эму (вымерли в 1822, открыты в 1802)
- Dromaius baudinianus, (1827)
- Porphyrio albus, (XIX)
- Gallicolumba norfolciensis, (1800)
- Nestor productus, (1851)
- Psephotus pulcherrimus, Райский певчий попугай (1920)
- Gerygone insularis, (1930)
- Zosterops strenuus, (1918)
- Aplonis fusca, (1923)

## См.также
- Эндемичные виды птиц Новой Зеландии
- Эндемизм у птиц
- Эндемизм у млекопитающих